# Buenavista (Tultitlán)
Buenavista es una ciudad mexicana situada en el Estado de México, dentro del municipio de Tultitlán. La ciudad es parte del área metropolitana del Valle de México.

## Hermanamiento
- California, Victorville[4]